# Isolínia

La part inferior del diagrama mostra unes corbes de nivell amb una línia recta que travessa la ubicació del valor màxim. La corba de la part superior representa els valors al llarg d'aquesta línia recta.

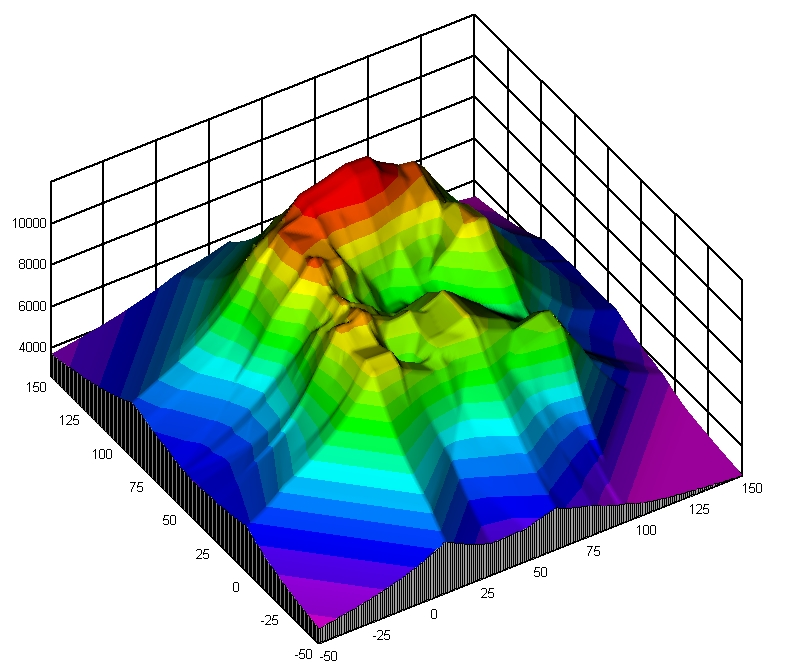
Una superfície tridimensional, el gràfic de contorn de la qual es troba a continuació.

Un gràfic de contorn bidimensional de la superfície tridimensional de la imatge anterior.

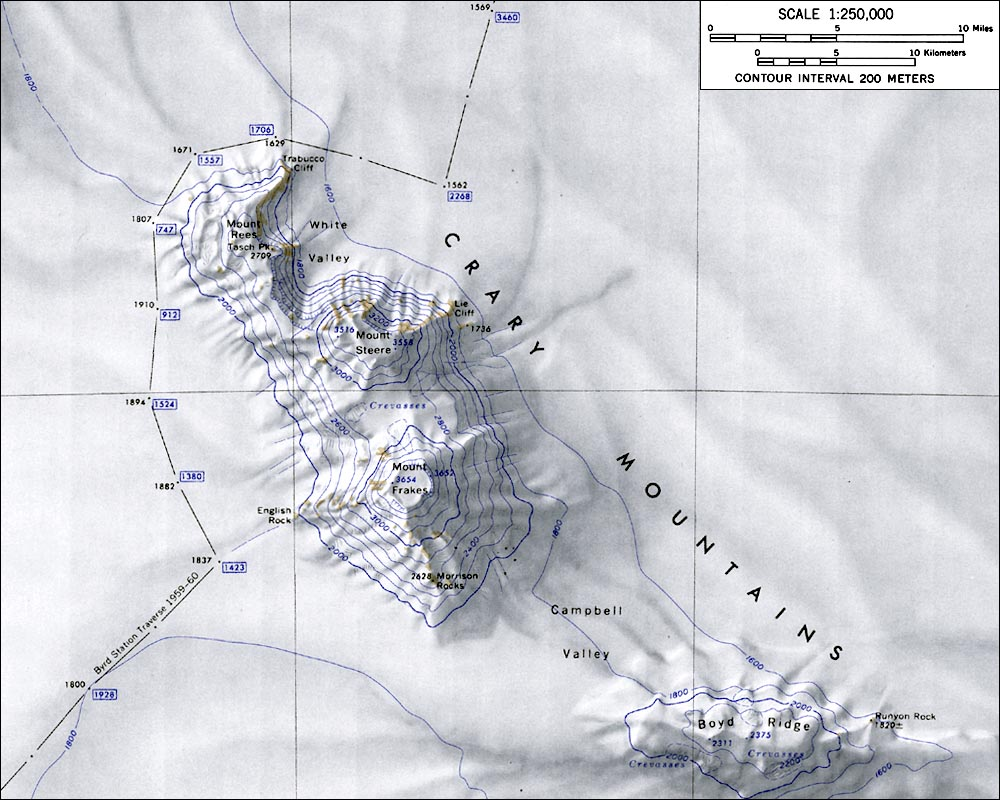
Corbes de nivell en una zona muntanyosa.

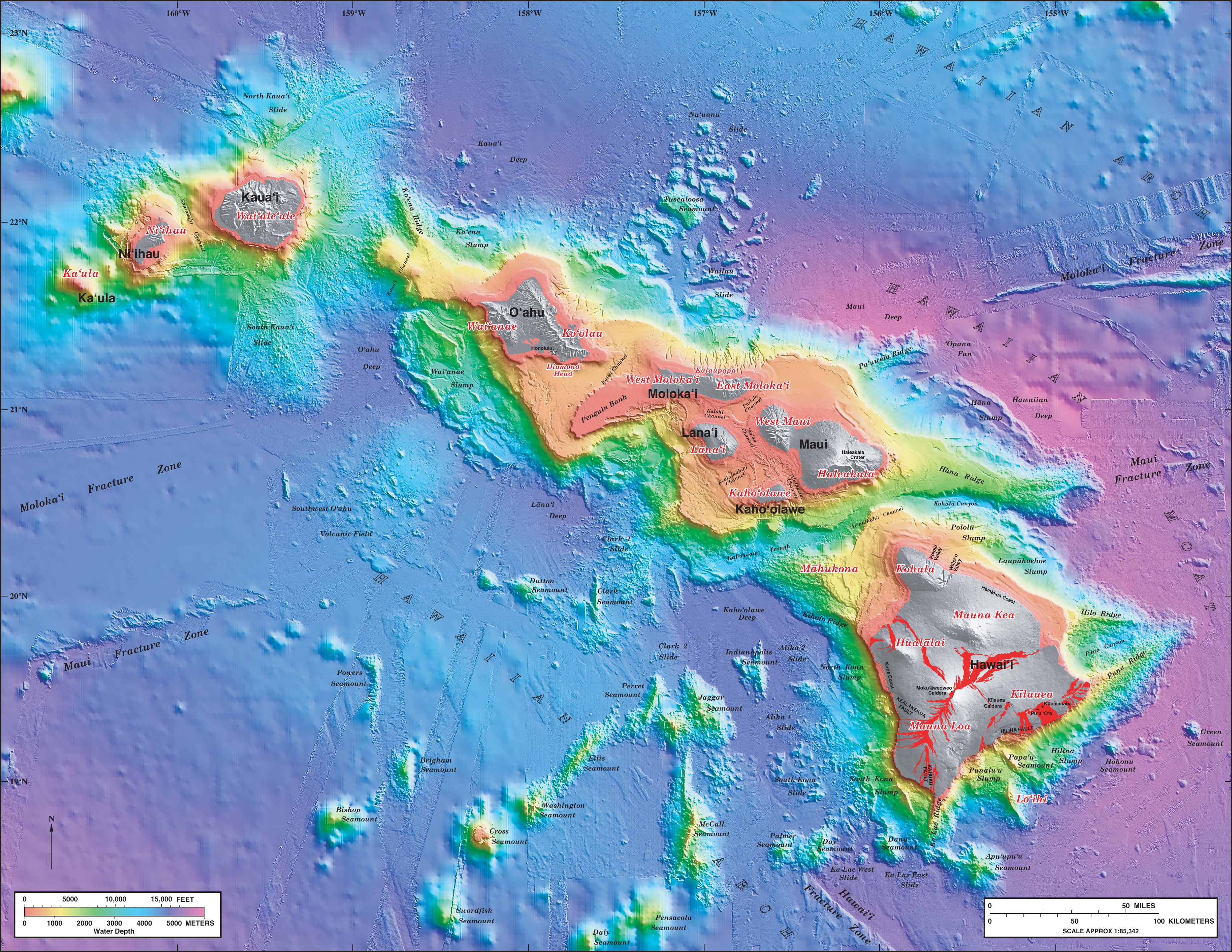
Batimetria de l'arxipèlag hawaià.

Una isolínia és una línia que representa un valor igual o constant d'una variable en un mapa o quadrícula de quantitats variables. També es coneix amb el nom d'isograma, isopleta o isaritma.
És una secció plana de la gràfica tridimensional de la funció {\displaystyle f(x,y)} paral·lela a la {\displaystyle (x,y)} -avió. De manera més general, una línia de contorn per a una funció de dues variables és una corba que connecta punts on la funció té el mateix valor particular.
En cartografia, una línia de nivell (sovint només anomenada contorn) uneix punts d’elevació (alçada) igual per sobre d'un nivell determinat, com ara el nivell mitjà del mar. Un mapa de corbes de nivell és un mapa il·lustrat amb corbes de nivell, per exemple un mapa topogràfic, que mostra així valls i turons, i la inclinació o suavitat dels vessants. L'interval de corba de nivell d'un mapa de corba de nivell és la diferència d'elevació entre corbes de nivell successives.
El gradient de la funció és sempre perpendicular a les corbes de nivell. Quan les línies estan juntes, la magnitud del gradient és gran: la variació és forta. Un conjunt de nivells és una generalització d'una línia de nivell per a funcions de qualsevol nombre de variables.
Les corbes de nivell són corbes, rectes o una barreja de les dues línies en un mapa que descriu la intersecció d'una superfície real o hipotètica amb un o més plans horitzontals. La configuració d'aquests contorns permet als lectors de mapes inferir el gradient relatiu d'un paràmetre i estimar aquest paràmetre en llocs específics. Les corbes de nivell es poden traçar en un model tridimensional visible de la superfície, com quan un fotogrametrista que ve un model estereogràfic traça contorns d'elevació, o interpolades a partir de les elevacions de la superfície estimades, com quan un programa informàtic enfila contorns a través d'una xarxa d'observació dels centroides d'àrea. En aquest últim cas, el mètode d’interpolació afecta la fiabilitat de les isolínies individuals i la seva representació de pendents, fosses i cims.

## Història

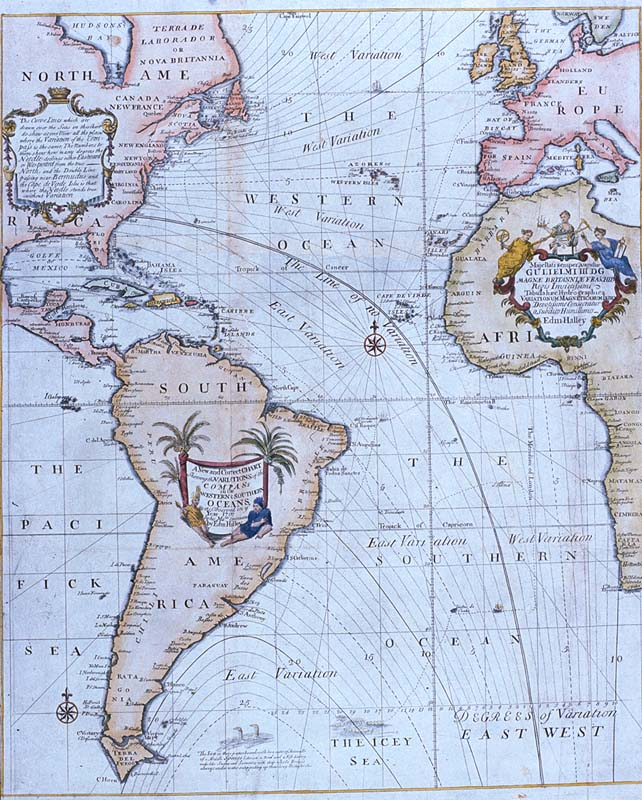
La carta nova i correcta d’Edmond Halley que mostra les variacions de la brúixola (1701)

La idea de línies que uneixen punts d'igual valor va ser redescoberta diverses vegades. La isòbata més antiga coneguda (corba de nivell de profunditat constant) es troba en un mapa datat l'any 1584 del riu Spaarne, prop de Haarlem, de l'holandès Pieter Bruinsz. El 1701, Edmond Halley va utilitzar aquestes línies (isògons) en una carta de variació magnètica. L'enginyer holandès Nicholas Cruquius va dibuixar el llit del riu Merwede amb línies d'igual profunditat (isòbats) a intervals d'1 braça el 1727, i Philippe Buache les va utilitzar a intervals de 10 braçades en una carta del Canal de la Mànega que es va preparar el 1737. i publicat el 1752. Aquestes línies es van utilitzar per descriure una superfície terrestre (línies de nivell) en un mapa del Ducat de Mòdena i Reggio per Domenico Vandelli el 1746, i van ser estudiades teòricament per Ducarla el 1771, i Charles Hutton les va utilitzar en l'experiment Schiehallion. El 1791, un mapa de França de JL Dupain-Triel utilitzava corbes de nivell a intervals de 20 metres, altures puntuals i una secció vertical. El 1801, el cap del Cos d'Enginyers francès, Haxo, va utilitzar corbes de nivell a una escala més gran d'1:500 en un pla dels seus projectes per a Rocca d'Anfo, ara al nord d'Itàlia, sota Napoleó.
Cap al 1843, quan l’Ordnance Survey va començar a registrar regularment les corbes de nivell a la Gran Bretanya i Irlanda, ja estaven d'ús general als països europeus. Els isòbats no es van utilitzar habitualment a les cartes nàutiques fins a les de Rússia a partir de 1834, i les de la Gran Bretanya a partir de 1838.
A mesura que s'inventaven diferents usos de la tècnica de manera independent, els cartògrafs van començar a reconèixer un tema comú i van debatre com anomenar aquestes línies d'igual valor en general. La paraula isograma (de Plantilla:ISO 639 name  ἴσος (isos) 'equal', i  γράμμα (gramma) 'writing, drawing') va ser proposat per Francis Galton el 1889 per a línies que indiquen la igualtat d'alguna condició física o quantitat, encara que l'isograma també pot referir-se a una paraula sense una lletra repetida. Tan tard com el 1944, John K. Wright encara preferia l'isograma, però maig va aconseguir un ús ampli. A principis del segle xx, isoplet (grec antic: πλῆθος, plethos, amount ) s'utilitzava el 1911 als Estats Units, mentre que l'isaritme (grec antic: ἀριθμός, arithmos, number ) s'havia fet habitual a Europa. Alternatives addicionals, inclosa la isolínia híbrida grec-anglès i la línia isomètrica (grec antic: μέτρον, metron, measure), també va sorgir. Malgrat els intents de seleccionar un únic estàndard, totes aquestes alternatives han sobreviscut fins al present.
Quan els mapes amb corbes de nivell es van fer habituals, la idea es va estendre a altres aplicacions. Potser els últims a desenvolupar són els mapes de contorn de la qualitat de l'aire i la contaminació acústica, que van aparèixer per primera vegada als Estats Units aproximadament l'any 1970, en gran part com a resultat de la legislació nacional que requeria la delimitació espacial d'aquests paràmetres.

## Tipus d'isolínies
Les corbes de nivell sovint reben noms específics que comencen per iso- segons la naturalesa de la variable que s'està cartografiant, encara que en molts usos l'expressió corba de nivell s'utilitza més habitualment. Els noms específics són els més comuns en meteorologia, on es poden veure simultàniament múltiples mapes amb diferents variables. El prefix iso- es pot substituir per isallo- per especificar una línia de nivell que connecta punts on una variable canvia a la mateixa velocitat durant un període determinat.
Les diferents isolínies tenen diversos noms, segons la variable a què fan referència:
- Pressió atmosfèrica: isòbara.
- Canvi de pressió atmosfèrica: alobara.
- Temperatura: isoterma.
- Punt de rosada: isodrosoterma.
- Humitat: isòhuma.
- Quantitat de precipitació: isohieta.
- Velocitat del vent: isòtaca.
- Direcció del vent: isògona.
- Exposició solar: isohèlia.
- Profunditat marítima: isòbata o corba batimètrica.
- Altitud: corbes de nivell o isohipsa.[20]

Un isògon (de Plantilla:ISO 639 name  γωνία (gonia) 'angle') és una línia de contorn per a una variable que mesura la direcció. En meteorologia i en geomagnètica, el terme isògon té significats específics que es descriuen a continuació. Una isoclina (grec antic: κλίνειν, klinein, to lean or slope) és una recta que uneix punts amb igual pendent. En dinàmica de població i en geomagnètica, els termes isoclina i línia isoclínica tenen significats específics que es descriuen a continuació.

### Punts equidistants
Una corba de punts equidistants és un conjunt de punts situats tots a la mateixa distància d'un punt, línia o polilínia determinats. En aquest cas, la funció el valor de la qual es manté constant al llarg d'una línia de nivell és una funció de distància.

### Isopletes
L'any 1944, John K. Wright va proposar que el terme isòpleta s'utilitzés per a les corbes de nivell que representen una variable que no es pot mesurar en un punt, però que, en canvi, s'ha de calcular a partir de dades recollides sobre una àrea, a diferència de les línies isomètriques per a variables que es podria mesurar en un punt; aquesta distinció s'ha seguit generalment des de llavors. Un exemple d'isoplet és la densitat de població, que es pot calcular dividint la població d'un districte censal per la superfície d'aquest districte. Se suposa que cada valor calculat és el valor de la variable al centre de l'àrea, i després es poden dibuixar isopletes mitjançant un procés d’interpolació. La idea d'un mapa isoplet es pot comparar amb la d'un mapa coroplet.
En meteorologia, la paraula isoplet s'utilitza per a qualsevol tipus de corba de nivell.

### Meteorologia

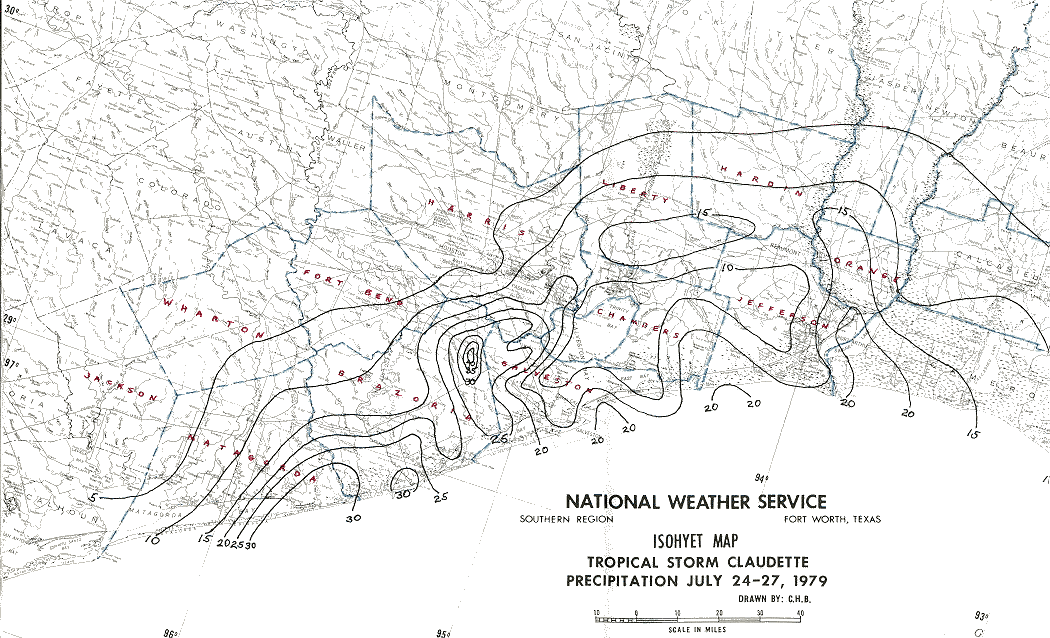
Mapa isohietal de les precipitacions

Les corbes de nivell meteorològiques es basen en la interpolació de les dades puntuals rebudes de les estacions meteorològiques i els satèl·lits meteorològics. Les estacions meteorològiques poques vegades es situen exactament en una línia de nivell (quan ho són, això indica una mesura precisament igual al valor de la corba de nivell). En canvi, es dibuixen línies per aproximar millor les ubicacions dels valors exactes, en funció dels punts d'informació dispersos disponibles.
Els mapes de contorns meteorològics poden presentar dades recopilades, com ara la pressió atmosfèrica real en un moment determinat, o dades generalitzades, com ara la pressió mitjana durant un període, o dades de previsió, com ara la pressió de l'aire prevista en algun moment del futur.
Els diagrames termodinàmics utilitzen múltiples conjunts de contorns superposats (incloses isòbares i isotermes) per presentar una imatge dels principals factors termodinàmics en un sistema meteorològic.

#### Pressió baromètrica

Bucle de vídeo d'isal·lobars que mostra el moviment d'un front fred

Una isòbara (de Plantilla:ISO 639 name  βάρος (baros) 'pes' ) és una línia de pressió igual o constant en un gràfic, trama o mapa; una isopleta o línia de contorn de pressió. Més exactament, les isòbares són línies dibuixades en un mapa que uneixen llocs de pressió atmosfèrica mitjana igual reduïda al nivell del mar durant un període determinat. En meteorologia, les pressions baromètriques mostrades es redueixen al nivell del mar, no les pressions superficials a les ubicacions del mapa. La distribució de les isòbares està estretament relacionada amb la magnitud i la direcció del camp del vent, i es pot utilitzar per predir patrons meteorològics futurs. Les isòbares s'utilitzen habitualment en els informes meteorològics de televisió.
Les isal·lobars són línies que uneixen punts de canvi de pressió igual durant un interval de temps específic. Aquests es poden dividir en anal·lobars, línies que uneixen punts d'igual pressió durant un interval de temps específic, i catalobars, línies que uneixen punts d'igual pressió disminueixen. En general, els sistemes meteorològics es mouen al llarg d'un eix que uneix centres isal·lobàrics alts i baixos. Els gradients isal·lobàrics són components importants del vent ja que augmenten o disminueixen el vent geostròfic.
Un isopicnal és una línia de densitat constant. Una isoalçada o isohipse és una línia d'alçada geopotencial constant en un gràfic de superfície de pressió constant. La isohipse i la isoalçada es coneixen simplement com a línies que mostren la mateixa pressió en un mapa.

#### Temperatura i temes relacionats

El 10 °C isoterma mitjana al juliol, marcada per la línia vermella, s'utilitza habitualment per definir la frontera de la regió àrtica

Una isoterma (de Plantilla:ISO 639 name  θέρμη (thermē) 'calor' ) és una línia que connecta punts d'un mapa que tenen la mateixa temperatura. Per tant, tots els punts pels quals passa una isoterma tenen temperatures iguals o iguals en el moment indicat. Una isoterma a 0 °C s'anomena nivell de congelació. El terme va ser encunyat pel geògraf i naturalista prussià Alexander von Humboldt, que com a part de la seva investigació sobre la distribució geogràfica de les plantes va publicar el primer mapa d'isotermes a París, el 1817.
Un isocheim és una línia d'igual temperatura mitjana d'hivern, i una isothere és una línia d'igual temperatura mitjana d'estiu.
Un isohel (grec antic: ἥλιος, helios, Sol) és una línia de radiació solar igual o constant.
Unaisogeoterma és una línia d'igualtat de temperatura sota la superfície de la Terra.

#### Precipitacions i humitat de l'aire
Una línia isohieta o isohietal (de Plantilla:ISO 639 name  ὑετός (huetos) 'pluja' ) és una línia que uneix punts de pluja igual en un mapa en un període determinat. Un mapa amb isohietes s'anomena mapa isohietal.
Un isohum és una línia d’humitat relativa constant, mentre que una isodrosoterma (de Plantilla:ISO 639 name  δρόσος (drosos) 'rosada', i  θέρμη (therme) 'calor') és una línia de punt de rosada igual o constant.
Un isochalaz és una línia de freqüència constant de tempestes de calamarsa, i un isobront és una línia traçada a través de punts geogràfics en els quals es va produir simultàniament una determinada fase d'activitat de la tempesta.
La coberta de neu es mostra sovint com un mapa de corbes de nivell.

#### Vent
Un isotaqui (de Plantilla:ISO 639 name  ταχύς (tachus) 'de pressa') és una línia que uneix punts amb velocitat del vent constant. En meteorologia, el terme isògon fa referència a una línia de direcció constant del vent.

#### Congelar i descongelar
Una línia isopèctica indica dates iguals de formació de gel cada hivern, i una isotac denota dates iguals de descongelació.

### Geografia física i oceanografia

#### Elevació i profunditat

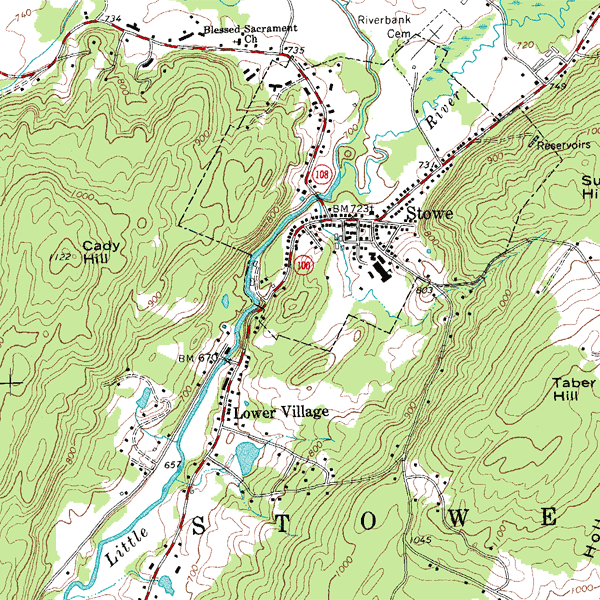
Mapa topogràfic de Stowe, Vermont. Les corbes de nivell marrons representen l’elevació. L'interval de contorn és de 609 cm

Els contorns són un dels diversos mètodes comuns que s'utilitzen per indicar l'altitud o l'altitud i la profunditat als mapes. A partir d'aquests contorns, es pot determinar una idea del terreny general. S'utilitzen a diverses escales, des de dibuixos d'enginyeria a gran escala i plànols arquitectònics, passant per mapes topogràfics i cartes batimètriques, fins a mapes a escala continental.
La corba de nivell és l'ús més comú en cartografia, però també s'utilitzen isòbats per a profunditats submarines en mapes batimètrics i isohipse per a elevacions.
En cartografia, l'interval de corbes de nivell és la diferència d'elevació entre les corbes de nivell adjacents. L'interval de contorn ha de ser el mateix en un sol mapa. Quan es calcula com a relació amb l'escala del mapa, es pot derivar una idea de la muntanya del terreny.

##### Interpretació
Hi ha diverses regles a tenir en compte a l'hora d'interpretar les corbes de nivell del terreny:
- La regla de Vs: les ve de punta afilada solen estar a les valls dels rierols, amb el canal de drenatge passant per la punta de la ve, amb la ve apuntant riu amunt. Aquesta és una conseqüència de l'erosió.
- La regla d'Os: els bucles tancats solen ser pujades per dins i baixades per fora, i el bucle més interior és la zona més alta. Si un bucle en canvi representa una depressió, uns quants mapes ho noten mitjançant línies curtes anomenades hachures que són perpendiculars al contorn i apunten en la direcció de la baixa.[32] (El concepte és similar però diferent dels hachures utilitzats als mapes hachure.)
- Espaiament de corbes de nivell: les corbes de nivell properes indiquen un fort pendent; contorns llunyans un pendent poc profund. La fusió de dues o més corbes de nivell indica un penya-segat. En comptar el nombre de contorns que travessen un segment d'un riu, es pot aproximar el gradient del riu.

Per descomptat, per determinar les diferències d'elevació entre dos punts, s'ha de conèixer l'interval de corba de nivell o la distància en altitud entre dues corbes de nivell adjacents, i això s'indica normalment a la clau del mapa. Normalment, els intervals de contorn són coherents al llarg d'un mapa, però hi ha excepcions. De vegades es presenten contorns intermedis en zones més planes; aquestes poden ser línies discontínues o de punts a la meitat de l'interval de contorn assenyalat. Quan s'utilitzen contorns amb matisos hipsomètrics en un mapa a petita escala que inclou muntanyes i zones baixes més planes, és habitual tenir intervals més petits a cotes més baixes perquè es mostrin els detalls a totes les àrees. Per contra, per a una illa que consisteix en un altiplà envoltat de penya-segats escarpats, és possible utilitzar intervals més petits a mesura que augmenta l'alçada.

#### Electrostàtica
Un mapa isopotencial és una mesura del potencial electroestàtic a l'espai, sovint representat en dues dimensions amb les càrregues electroestàtiques que indueixen aquest potencial elèctric. El terme línia equipotencial o línia isopotencial es refereix a una corba de potencial elèctric constant. Si travessar una línia equipotencial representa ascendir o descendir, el potencial es dedueix de les etiquetes de les càrregues. En tres dimensions, les superfícies equipotencials es poden representar amb una secció transversal bidimensional, mostrant línies equipotencials a la intersecció de les superfícies i la secció transversal.
El conjunt de nivells de termes matemàtics generals s'utilitza sovint per descriure la col·lecció completa de punts que tenen un potencial particular, especialment a l'espai de dimensions superiors.

#### Magnetisme

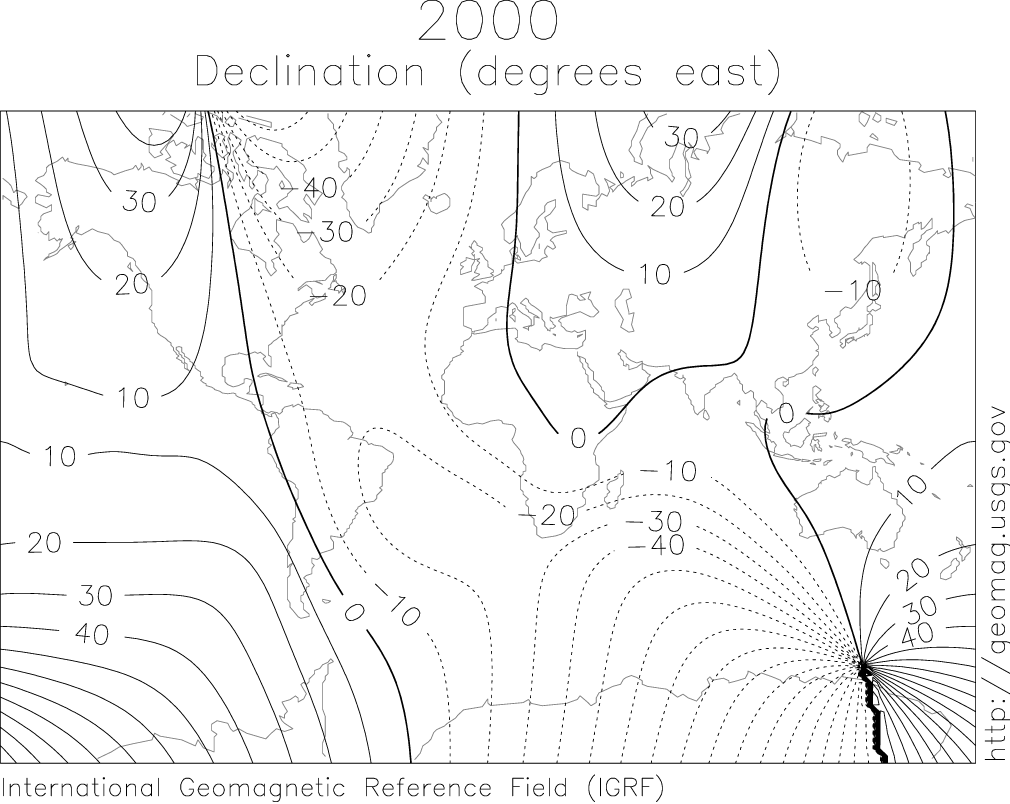
Línies isogòniques de l'any 2000. Les línies agòniques són més gruixudes i s'etiqueten amb 0.

En l'estudi del camp magnètic terrestre, el terme isògon o línia isogònica es refereix a una línia de declinació magnètica constant, la variació del nord magnètic des del nord geogràfic. Es dibuixa una línia agònica a través de punts de declinació magnètica zero. Una línia isopòrica' es refereix a una línia de variació anual constant de la declinació magnètica.
Una línia isoclínica connecta punts de caiguda magnètica igual, i una línia aclinica és la línia isoclínica de caiguda magnètica zero.
Una línia isodinàmica (de δύναμις odynamis que significa poder) connecta punts amb la mateixa intensitat de força magnètica.

#### Oceanografia
A més de la profunditat de l'oceà, els oceanògrafs utilitzen el contorn per descriure fenòmens variables difusos com ho fan els meteoròlegs amb els fenòmens atmosfèrics. En particular, les isobatitermes són línies que mostren profunditats d'aigua amb la mateixa temperatura, les isohalines mostren línies d'igual salinitat oceànica i les isopicnals són superfícies d'igual densitat d'aigua.

### Geologia
Diverses dades geològiques es presenten com a mapes de corbes de nivell en geologia estructural, sedimentologia, estratigrafia i geologia econòmica. Els mapes de contorn s'utilitzen per mostrar la superfície subterrània dels estrats geològics, les superfícies de falla (especialment les falles d'empenta d' angle baix) i les disconformitats. Els mapes Isopach utilitzen isopachs (línies d'igual gruix) per il·lustrar les variacions de gruix de les unitats geològiques.

### Ciència ambiental
En parlar de la contaminació, els mapes de densitat poden ser molt útils per indicar fonts i zones de major contaminació. Els mapes de contorn són especialment útils per a formes difuses o escales de contaminació. La precipitació àcida està indicada en mapes amb isoplats. Algunes de les aplicacions més esteses dels mapes de contorn de ciències ambientals són la cartografia del soroll ambiental (on les línies d'igual nivell de pressió sonora es denoten isobels), la contaminació de l'aire, la contaminació del sòl, la contaminació tèrmica i la contaminació de les aigües subterrànies. Mitjançant la plantació de contorns i el llaurament del contorn, es pot reduir substancialment la velocitat d’escorrentia d'aigua i, per tant, l'erosió del sòl; això és especialment important a les zones de ribera.

### Ecologia
Una isoflor és un contorn isoplet que connecta àrees de diversitat biològica comparable. Normalment, la variable és el nombre d'espècies d'un gènere o família determinats que es troben en una regió. Així, els mapes Isoflor s'utilitzen per mostrar patrons de distribució i tendències com els centres de diversitat.

### Ciències Socials

Des de l'economia, es mostra un mapa d'indiferència amb tres corbes d'indiferència. Tots els punts d'una corba d'indiferència particular tenen el mateix valor de la funció d'utilitat, els valors de la qual surten implícitament de la pàgina en la tercera dimensió no mostrada.

En economia, les corbes de nivell es poden utilitzar per descriure característiques que varien quantitativament a l'espai. Unaisòcrona mostra línies de temps de conducció o temps de viatge equivalents a una ubicació determinada i s'utilitza en la generació de mapes isòcrones. Una isotim mostra els costos de transport equivalents des de la font d'una matèria primera, i un isodapane mostra un cost equivalent del temps de viatge.

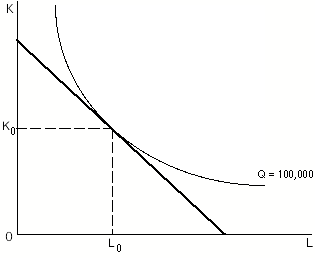
Una única isoquanta de producció (convexa) i una sola corba d'isocost (lineal). L'ús de la mà d'obra es representa horitzontalment i l'ús del capital físic es representa verticalment.

Les corbes de nivell també s'utilitzen per mostrar informació no geogràfica en economia. Les corbes d'indiferència (com es mostra a l'esquerra) s'utilitzen per mostrar paquets de béns als quals una persona assignaria la mateixa utilitat. Una isoquanta (a la imatge de la dreta) és una corba de quantitat de producció igual per a combinacions alternatives d’usos d'entrada, i una corba d'isocost (també a la imatge de la dreta) mostra usos alternatius amb costos de producció iguals.
En ciència política s'utilitza un mètode anàleg per entendre les coalicions (per exemple el diagrama de l'obra de Laver i Shepsle).
En dinàmica de població, una isoclina mostra el conjunt de mides de població a les quals la taxa de canvi, o derivada parcial, d'una població en un parell de poblacions que interactuen és zero.

### Estadístiques
En estadística, les línies d'isodensitat o isodenses són línies que uneixen punts amb el mateix valor d'una densitat de probabilitat. Els isodensans s'utilitzen per mostrar distribucions bivariades. Per exemple, per a una distribució el·líptica bivariada, les línies d'isodensitat són el·lipses.

### Termodinàmica, enginyeria i altres ciències
Diversos tipus de gràfics en termodinàmica, enginyeria i altres ciències utilitzen isòbares (pressió constant), isotermes (temperatura constant), isòcors (volum específic constant) o altres tipus d'isòlines, tot i que aquests gràfics no solen estar relacionats amb mapes. Aquestes isolínies són útils per representar més de dues dimensions (o quantitats) en gràfics bidimensionals. Alguns exemples comuns en termodinàmica són uns quants tipus de diagrames de fases.
Les isoclines s'utilitzen per resoldre equacions diferencials ordinàries.
En la interpretació d'imatges de radar, un isodop és una línia d'igual velocitat Doppler i un isoeco és una línia d'igual reflectivitat del radar.
En el cas dels contorns híbrids, es representen les energies dels orbitals híbrids i les energies dels orbitals atòmics purs. El gràfic obtingut s'anomena contorn híbrid.

### Altres fenòmens
- isocasma: aurora d'ocurrència igual
- isòcor: volum
- isodosi: dosi absorbida de radiació
- isòfè: esdeveniments biològics que ocorren amb coincidència com la floració de les plantes
- isòfota: il·luminació
- telefonia mòbil: potència rebuda mòbil i àrea de cobertura cel·lular

## Disseny gràfic
Per maximitzar la llegibilitat dels mapes de contorn, hi ha diverses opcions de disseny disponibles per al creador del mapa, principalment el gruix de la línia, el color de la línia, el tipus de línia i el mètode de marcatge numèric.
El pes de la línia és simplement la foscor o el gruix de la línia utilitzada. Aquesta elecció es fa a partir de la forma menys intrusiva de contorns que permeten al lector desxifrar la informació de fons en el propi mapa. Si hi ha poc o cap contingut al mapa base, es poden dibuixar les corbes de nivell amb un gruix relativament gran. A més, per a moltes formes de contorns com ara mapes topogràfics, és habitual variar el gruix i/o el color de la línia, de manera que es produeix una característica de línia diferent per a determinats valors numèrics. Per exemple, al mapa topogràfic anterior, les elevacions parells de cent peus es mostren en un pes diferent dels intervals de vint peus.
El color de línia és l'elecció de qualsevol nombre de pigments que s'adapti a la pantalla. De vegades s'utilitza una lluentor o brillantor així com un color per diferenciar les línies de nivell del mapa base. El color de la línia es pot variar per mostrar altra informació.
El tipus de línia fa referència a si la línia de contorn bàsica és sòlida, discontínua, puntejada o trencada en algun altre patró per crear l'efecte desitjat. Sovint s'utilitzen línies de punts o discontínues quan el mapa base subjacent transmet informació molt important (o difícil de llegir). Els tipus de línies trencades s'utilitzen quan s'infereix la ubicació de la línia de nivell.
El marcatge numèric és la manera de denotar els valors aritmètics de les corbes de nivell. Això es pot fer col·locant números al llarg d'algunes de les corbes de nivell, normalment utilitzant la interpolació per a les línies intermèdies. Alternativament, es pot produir una clau de mapa associant els contorns amb els seus valors.
Si les línies de nivell no estan etiquetades numèricament i les línies adjacents tenen el mateix estil (amb el mateix pes, color i tipus), aleshores la direcció del degradat no es pot determinar només a partir de les línies de nivell. Tanmateix, si les línies de contorn circulen per tres o més estils, la direcció del degradat es pot determinar a partir de les línies. L'orientació de les etiquetes de text numèric s'utilitza sovint per indicar la direcció del pendent.

## Vista de planta versus vista de perfil
La majoria de les línies de nivell es dibuixen en planta, o com un observador a l'espai veuria la superfície de la Terra: forma de mapa normal. Tanmateix, diversos paràmetres sovint es poden mostrar a la vista de perfil mostrant un perfil vertical del paràmetre assignat. Alguns dels paràmetres més comuns cartografiats en el perfil són les concentracions de contaminants atmosfèrics i els nivells sonors. En cadascun d'aquests casos pot ser important analitzar (concentracions de contaminants atmosfèrics o nivells sonors) a diferents altures per determinar la qualitat de l'aire o els efectes sobre la salut del soroll en persones a diferents elevacions, per exemple, que viuen a diferents nivells de planta d'un urbà. apartament. En realitat, tant els mapes de contorn de la vista de planta com de perfil s'utilitzen en estudis de contaminació atmosfèrica i acústica.

Mapa de contorn etiquetat estèticament de manera elevada cap amunt.

## Etiquetatge de mapes de contorn
Les etiquetes són un component crític dels mapes d'elevació. Un mapa de corbes de nivell correctament etiquetat ajuda el lector a interpretar ràpidament la forma del terreny. Si els números es col·loquen a prop els uns dels altres, vol dir que el terreny és costerut. Les etiquetes s'han de col·locar al llarg d'una línia lleugerament corba apuntant al cim o nadir, des de diverses direccions si és possible, facilitant la identificació visual del cim o nadir. Les etiquetes de contorn es poden orientar de manera que el lector estigui mirant cap amunt quan llegeix l'etiqueta.
L'etiquetatge manual dels mapes de contorn és un procés que requereix molt de temps, però hi ha uns quants sistemes de programari que poden fer la feina automàticament i d'acord amb les convencions cartogràfiques, anomenats col·locació automàtica d'etiquetes.